# Pedro Burgo
Pedro Burgo Vilanova es un piloto español de rallyes. Debutó en el regional gallego en 1994 y también ha competido en el Campeonato de España de rallyes sobre asfalto. Fue campeón gallego en tres ocasiones: 2008, 2009 y 2012.

## Trayectoria

### Inicios
El piloto lucense debutó en competición en 1994 con un Peugeot 205 Rallye, en el Rally de Ferrol. La siguiente temporada participaría de forma continuada en la Copa Pirelli del regional gallego de rallyes, finalizando como ganador de dicha fórmula de promoción. En la temporada de 1996, vence de nuevo la misma copa, esta vez a bordo de un Citroën AX GTi. En 1997 participa en el Desafío Peugeot regional con un Peugeot 106 1.6, ya junto a su hermano Marcos, que continúa hoy como su copiloto, venciendo en esta nueva monomarca y alcanzando a la vez el tercer puesto absoluto en el Campeonato de Galicia de rallyes. El siguiente año repite en el Desafío, venciendo de manera incontestable, ganando en todas las citas puntuables, a la vez que lograba vencer la categoría de grupo N del regional gallego, donde era segundo absoluto.

### Salto al nacional
En la temporada de 1999, los hermanos Burgo se encuadra en el Trofeo Saxo, que se disputa dentro del Campeonato de España de rallyes sobre asfalto, consiguiendo el subcampeonato de dicho trofeo. Continúa en el mismo trofeo de promoción tres años más, logrando de nuevo el subcampeonato en las temporadas 2000 y 2001, para finalmente lograr la victoria en la copa en la temporada 2002. En el 2003, Pedro inicia su andadura en la Copa Renault de rallyes, a bordo de un Renault Clio Sport, con el que tras no lograr los resultados deseados, abandonan su participación antes de terminar la temporada.
Desde la temporada 2004, Pedro disputa diferentes pruebas del nacional de asfalto a bordo de diferentes versiones del Mitsubishi Lancer Evolution, logrando resultados más que interesantes, como la victoria en el Rally de Ferrol de 2006.
En el 2006 se proclama campeón de España de rallyes de asfalto grupo N con Mitsubishi Lancer Evolution.
En el 2008 se proclama ganador del campeonato gallego de rallyes con un Mitsubishi Lancer Evo VIII grupo A, mientras que en el nacional de asfalto se convierte en campeón de Grupo N con un Evo IX, por delante del asturiano Alberto Hevia.
En el 2009 Pedro Burgo también se proclama campeón gallego de rallyes a los mandos de un Mitsubishi Lancer Evo VIII, por delante del también gallego Alberto Meira, pilotando un Mitsubishi Lancer Evo IX. En el Nacional se proclama campeón de España de grupo N.
En 2018 anunció por redes sociales su intención de retirarse de la competición.

## Resultados

### Campeonato de España
| Año  | Equipo                    | Automóvil                  | 1       | 2     | 3       | 4       | 5       | 6       | 7       | 8       | 9       | 10     | 11     | 12     | 13  | 14  | Pos. | Puntos |
| ---- | ------------------------- | -------------------------- | ------- | ----- | ------- | ------- | ------- | ------- | ------- | ------- | ------- | ------ | ------ | ------ | --- | --- | ---- | ------ |
| 2000 | Escudería A. Ferrol       | Citroën Saxo VTS           | CAT     | ECI   | CAJ 14  | MED 8   | VLL 18  | OUR 16  | AVI     | RBX     | COR Ret | PRI    | VEN 7  | SAL 15 | TEN | MAD |      |        |
| 2001 | Escudería A. Ferrol       | Citroën Saxo VTS           | MED     | ECI   | SAL Ret | COR Ret | VLL     | OUR 20  | AVI     | RBX 15  | PRI 18  | VEN    | CAJ 13 | MAD 13 |     |     |      |        |
| 2002 | Escudería A. Ferrol       | Citroën Saxo VTS           | ECI     | CAJ   | VLL     | OUR 12  | AVI 17  | RBX 19  | VCN 17  | MED Ret | CDS 21  | MAD 13 |        |        |     |     |      |        |
| 2003 | Escudería AR Vidal Racing | Renault Clio Sport         | MED     | ECI   | CAJ 14  | RBX Ret | OUR 13  | AVI     | VLL Ret | VCN 41  | CDS     |        |        |        |     |     |      |        |
| 2004 | Escudería AR Vidal Racing | Mitsubishi Lancer Evo VII  | VIL 7   |       |         |         |         |         |         |         |         |        |        |        |     |     | 10º  | 22     |
| 2004 | Escudería AR Vidal Racing | Mitsubishi Lancer Evo VIII |         | ECI   | CAN 13  | RBX 9   | OUR Ret | AVI 5   | PDA 5   | VLL 8   | CDS 10  | MAD    |        |        |     |     | 10º  | 22     |
| 2005 | Escudería AR Vidal Racing | Mitsubishi Lancer Evo VIII | VIL Ret | CNR   | CAN 7   | RBX Ret | OUR Ret | AVI Ret | FRR Ret | VLL Ret | PRI     |        |        |        |     |     |      |        |
| 2006 | Escudería AR Vidal Racing | Mitsubishi Lancer Evo IX   | VIL 8   | CNR   | CAN 6   | RBX Ret | OUR Ret | AVI 11  |         |         |         |        |        |        |     |     | 5º   | 44     |
| 2006 | Escudería A. Ferrol       | Mitsubishi Lancer Evo IX   |         |       |         |         |         |         | PRI 6   | FRR 1   | VLL 4   | CBR 4  |        |        |     |     | 5º   | 44     |
| 2007 | Escudería A. Ferrol       | Mitsubishi Lancer Evo VIII | VIL 4   | CNR   | CAN 3   | RBX 3   | OUR Ret | FRR 10  | PRI     |         |         |        |        |        |     |     | 7º   |        |
| 2007 | Escudería A. Ferrol       | Suzuki Swift Sport         |         |       |         |         |         |         |         | VLL 24  | CBR     |        |        |        |     |     | 7º   |        |
| 2008 | Escudería A. Ferrol       | Mitsubishi Lancer Evo IX   | VIL 7   | CNR   | CAN 5   | RBX 9   | OUR 5   | FRR 2   | PRI 5   | VLL 5   | SRM     | CBR    | SHA    |        |     |     | 6º   | 45     |
| 2009 | Escudería Miño-Lugo       | Mitsubishi Lancer Evo IX   | VIL Ret | CNR   | CAN     | RBX 9   | OUR Ret |         |         |         |         |        |        |        |     |     |      |        |
| 2009 | Escudería Miño-Lugo       | Mitsubishi Lancer Evo X    |         |       |         |         |         | FRR Ret | PRI     | VLL     | SRM     | CBR    | SHA    |        |     |     |      |        |
| 2010 | Escudería Miño-Lugo       | Mitsubishi Lancer Evo X    | VIL 4   | CNR   | CAN 4   | RBX 4   | OUR 5   |         | PRI Ret | VLL 4   | SRM 3   | RCM 1  |        |        |     |     | 3º   | 192    |
| 2010 | Escudería Miño-Lugo       | Ford Fiesta S2000          |         |       |         |         |         | FRR 2   |         |         |         |        |        |        |     |     | 3º   | 192    |
| 2014 | Escudería Miño-Lugo       | Porsche 997 GT3 RS 3.8     | CNR     | SMO   | RBX Ret | OUR 3   | BIE Ret | FER 2   | PDA     | LLA     | CAN     | MAD    |        |        |     |     | 13º  | 57     |
| 2015 | Auto-Laca Competición     | Porsche 997 GT3 RS 3.8     | VDA 2   | CNR 3 | SMO 4   | RBX 4   | OUR Ret | FER 3   | PDA     | LLA     | MAD     |        |        |        |     |     | 5º   | 148    |
| 2016 | ACSM Rallye Team          | Porsche 997 GT3 RS 3.8     | CNR 3   | ADE 3 | SMO 3   |         |         | OUR 3   | PDA 36  |         | MED 3   | MAD    |        |        |     |     | 2º   | 193    |
| 2016 | ACSM Rallye Team          | Peugeot 208 T16            |         |       |         | FER 5   | CAN Ret |         |         |         |         |        |        |        |     |     | 2º   | 193    |
| 2016 | ACSM Rallye Team          | Mitsubishi Lancer Evo X    |         |       |         |         |         |         |         | LLA 6   |         |        |        |        |     |     | 2º   | 193    |
| 2017 | ACSM Rallye Team          | Škoda Fabia R5             | SMO 4   | ECI 9 | ADE 4   | OUR 3   | FER 3   | PDA 2   | LLA 4   | CAN 2   | MED     | MAD 4  |        |        |     |     | 2º   | 240    |